# ریک مودی
ریک مودی (انگلیسی: Rick Moody؛ زادهٔ ۱۸ اکتبر ۱۹۶۱) نویسندهداستان کوتاه و رمان‌نویس اهل ایالات متحده آمریکا است. یکی از شناخته‌ترین آثار وی رمان طوفان یخ است که با استقبال زیادی روبرو شد و بر مبنای آن فیلمی به همین نام به کارگردانی انگ لی نیز ساخته شد. مجله نیویرکر در سال ۱۹۹۹ وی را یکی از بااستعدادترین نویسندگان جوان آمریکا لقب داد و نام او را در فهرست بیست نویسنده قرن بیست‌ویکم قرار داد. مودی برنده جوایزی همچون کمک هزینه گوگنهایم شده است.

ریک مودی در نیویورک به دنیا آمد. در دانشگاه براون و دانشگاه کلمبیا درس خواند. در سال ۱۹۹۲ اولین رمانش را منتشر کرد

### رمان
- طوفان یخ (۱۹۹۴)
- آمریکای بنفش (۱۹۹۶)
- چهار انگشت مرگ (۲۰۱۰)
- هتل آمریکای شمالی (۲۰۱۵)

### داستان کوتاه
- پسران (۲۰۰۱)